# Tephrocactus weberi
Tephrocactus weberi (Speg.) Backeb., es una especie fanerógama perteneciente a la familia Cactaceae. 

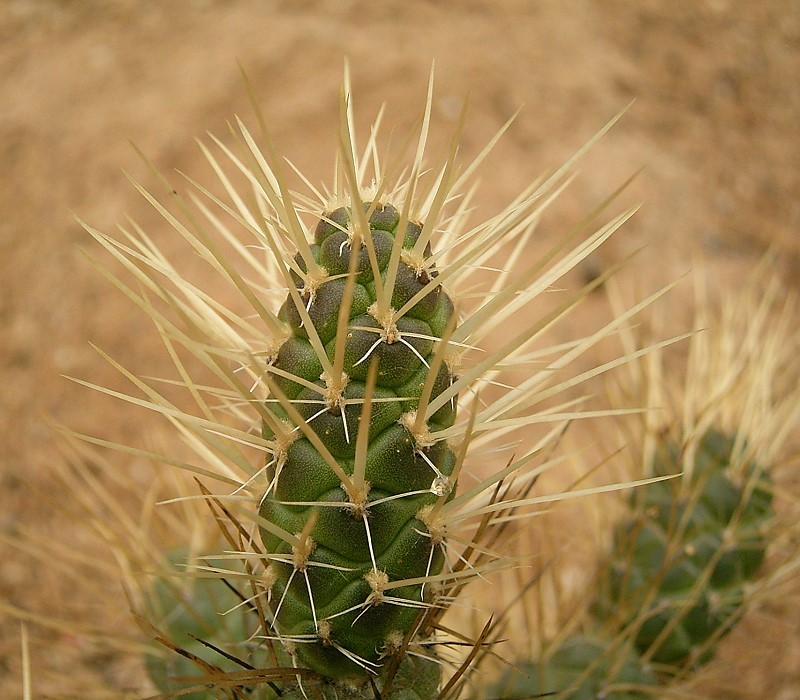
Vista de la planta

## Distribución
Es endémica de Argentina en Salta, La Rioja y Tucumán.

## Descripción
Tephrocactus weberi crece erguida como un pequeño arbusto o en forma de un cojín que forma con la base o por encima con los tallos ramificados y alcanza un tamaño de hasta 20 centímetros de altura. El tallo verde fresco verde parduzco, cilíndrico de 3 a 10 centímetros de largo y tienen diámetros de 1.5 a 2.5 centímetros. Las protuberancias se forman indistintas. Las areolas son pequeñas. Hay pocos gloquidios rojizos . Las de 3 a 10 espinas en forma de aguja, punzantes o flexibles son de color blanco a amarillo, marrón, rosa o negruzco y de 3 a 5 centímetros de largo. Las espinas superiores sobresalen, mientras que la superficie inferior son más delgadas. Las flores son de color amarillo a naranja-amarillo o rosado a rojo de 2 a 2,5 centímetros de largo y con un diámetro de 2-4 centímetros. El pericarpio es ovoide y se joroba y está densamente cubierto de espinas. Los frutos más o menos esféricas, de paredes delgadas son espinosos y secos. Con diámetros de aproximadamente 1 centímetro.

## Taxonomía
Tephrocactus weberi fue descrita por (Speg.) Backeb. y publicado en Kaktus-ABC 106 1935.
Etimología
Tephrocactus: nombre genérico que deriva de las palabras griegas: tephra, "ceniza", refiriéndose al color de la planta) y cactus por la familia.
weberi: epíteto otorgado en honor del botánico Georg Heinrich Weber.
Sinonimia
- Opuntia weberi
- Opuntia aulacothele
- Tephrocactus setiger
- Opuntia setigera